# Mrčići (Kosjerić)
Mrčići (Servisch cyrillisch Мрчићи) is een plaats in de Servische gemeente Kosjerić. De plaats telt 297 inwoners (2002).